# Pelourinho do Passô

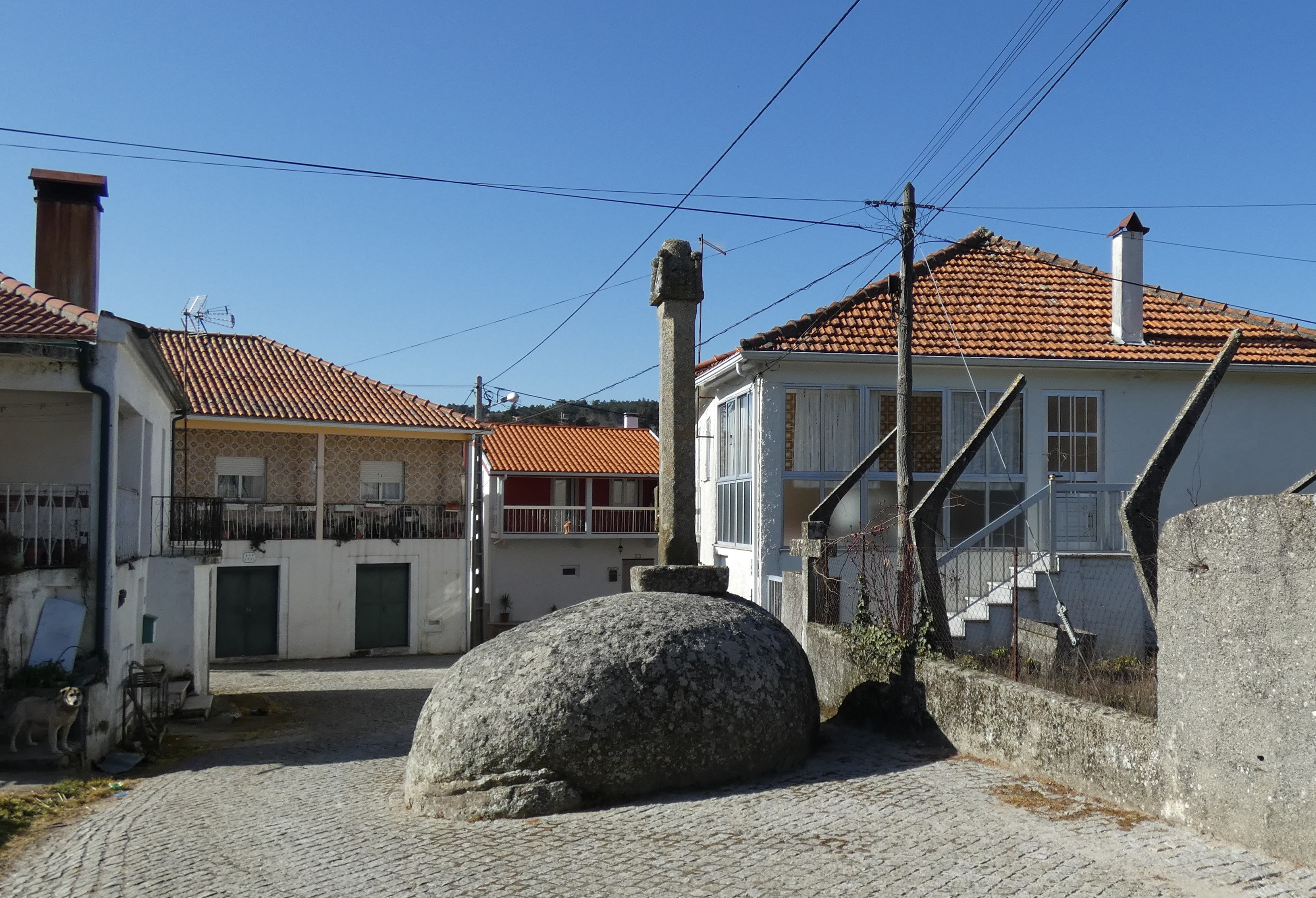
Pelourinho de Passô

O Pelourinho do Passô situa-se na freguesia de Passô, município de Moimenta da Beira, distrito de Viseu, em Portugal.
Colocado em cima de um grande afloramento rochoso, trata-se de um pelourinho bastante singelo; numa das faces vêem-se as armas reais correspondentes à versão anterior a 1495, facto usado para datar o pelourinho como sendo do século XV.
Está classificado como Imóvel de Interesse Público (23 122, DG 231, de 11 de outubro de 1933).